# Flammulina velutipes
Flammulina velutipes (William Curtis, 1782 ex Rolf Singer, 1951), sin. Collybia velutipes (William Curtis, 1782 ex Paul Kummer, 1871), din familia Physalacriaceae și de genul Flammulina, este o ciupercă comestibilă și gustoasă. Ea este numită în popor picior de catifea, ciupercă de iarnă sau ciupercă de miere. Acest burete este o specie saprofită și parazitară care crește în România, Basarabia și Bucovina de Nord în tufe cu multe exemplare, pe soiuri de copaci în păduri de foioase și de conifere, prin parcuri și orașe, în primul rând pe cioturi și bușteni în putrefacție, dar și pe arbori vii de sălci bătrâne, frasini și salcâmi sau pe arbuști de coacăză ori de soci, din septembrie până în martie, dar de asemenea, în celelalte luni (fiind găsit atunci mai rar), dacă vremea este răcoroasă și umedă.

## Descriere

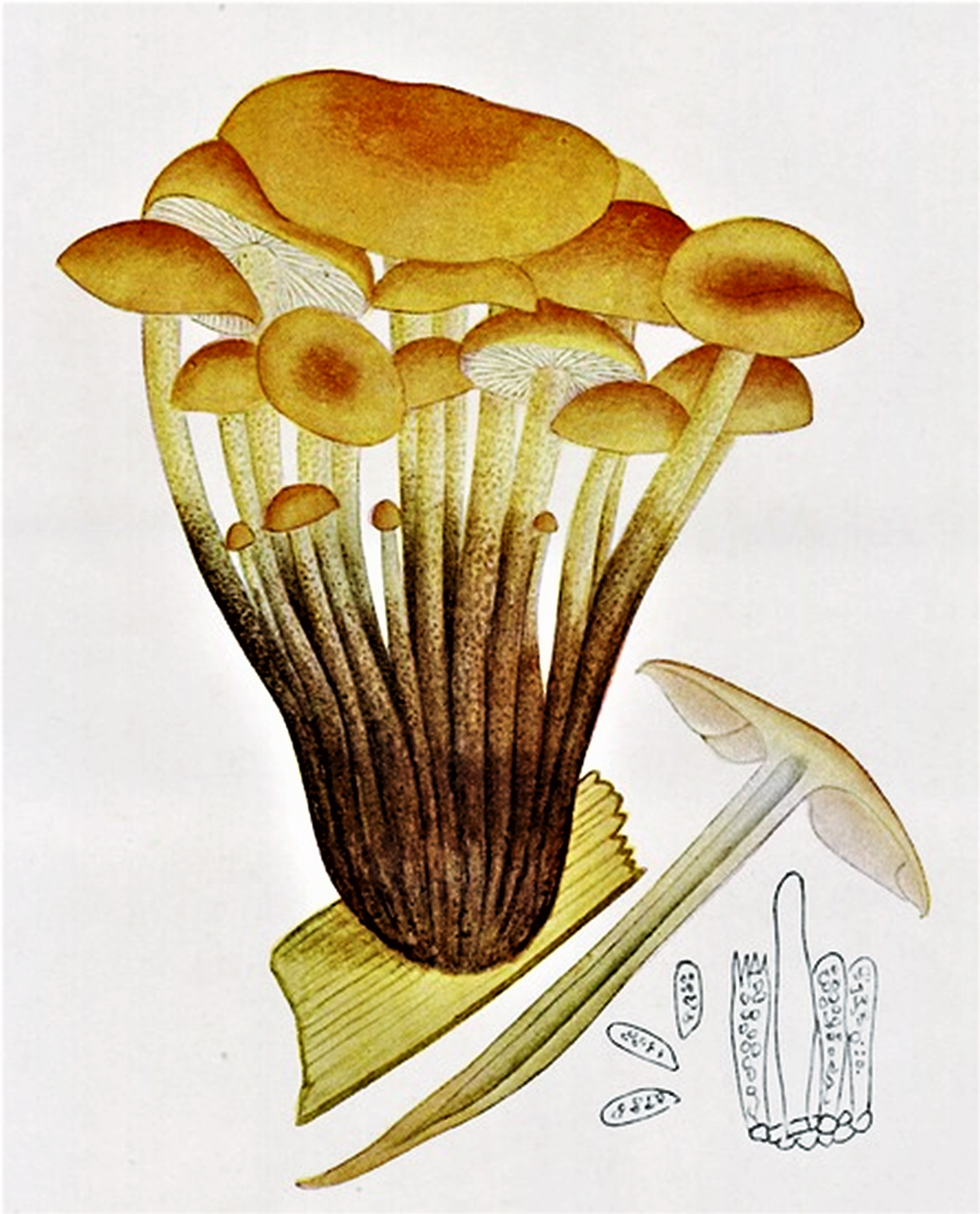
Bres.: Collybia velutipes

- Pălăria: are un diametru de 3-8 (10) cm, este puțin cărnoasă și destul de fragilă, cu marginea ușor striată, la început convexă, aplatizându-se odată cu maturizarea. Cuticula este netedă și lipicios-lucioasă. Culoarea ei, care este mai intensivă în centru, variază în mod normal între un galben ca de miere, galben-ruginiu viu și galben-portocaliu, dar se pot găsi de asemenea bureți albui.
- Lamelele: sunt distanțate, largi, bombate și aderate la picior, arătând multe lameluțe intercalate. Coloritul este alb până alb-gălbui, devenind la bătrânețe galben-roșiatic.
- Piciorul: are o înălțime de 3–8 cm și o lățime de 0,4-0,7 cm, este cilindric, subțire, fibros și dur, fără inel, în vârstă gol pe interior uneori ceva excentric precum îngustat sau chiar turtit la bază. Tija este de culoare gălbuie în partea superioară iar maro până măsliniu-negricioasă în cea inferioară, fiind mereu catifelată, de unde i se trage și numele.
- Carnea: este albicioasă, destul de subțire, moale și fragedă în pălărie, dar brună, dură și fibroasă în picior, iar, fiind uscată, ca goma. Ea are un miros aproape imperceptibil și un gust plăcut. În timpul iernii, ciuperca congelează în timp de ger cu totul, pentru a crește în timp de dezgheț mai departe fără probleme.
- Caracteristici microscopice: are spori cu o mărime de 7,5-10 x 3,5-4,5 microni care sunt elipsoidali, netezi, hialini (translucizi) și neamilozi (nu intră în reacție cu iod). Pulberea lor este albă și apare în mase.[4][5]
- Reacții chimice: Coaja piciorului se decolorează cu sulfat de fier imediat brun-negricios.[6]

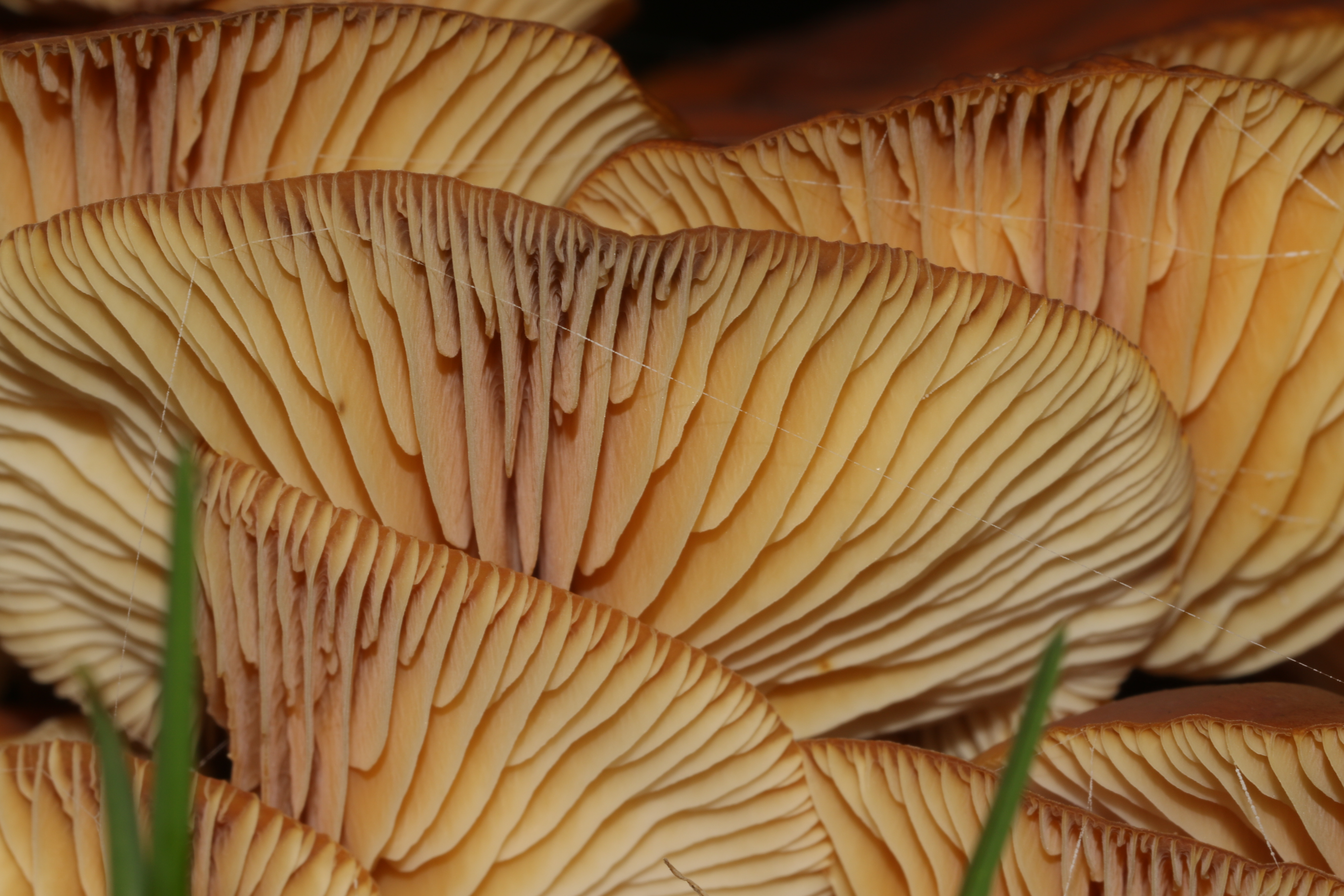
F. velutipes, lamele
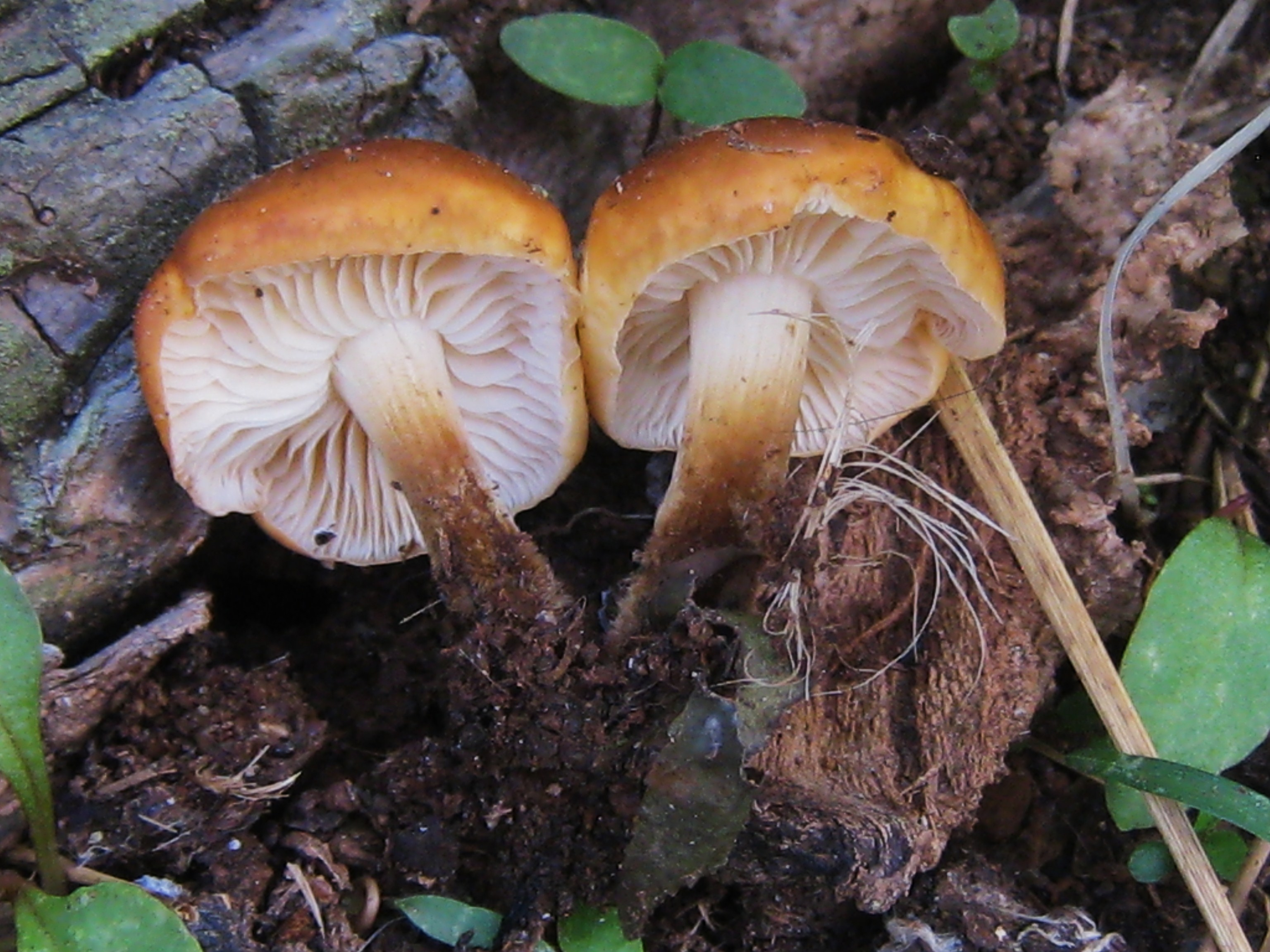
F. velutipes, picior
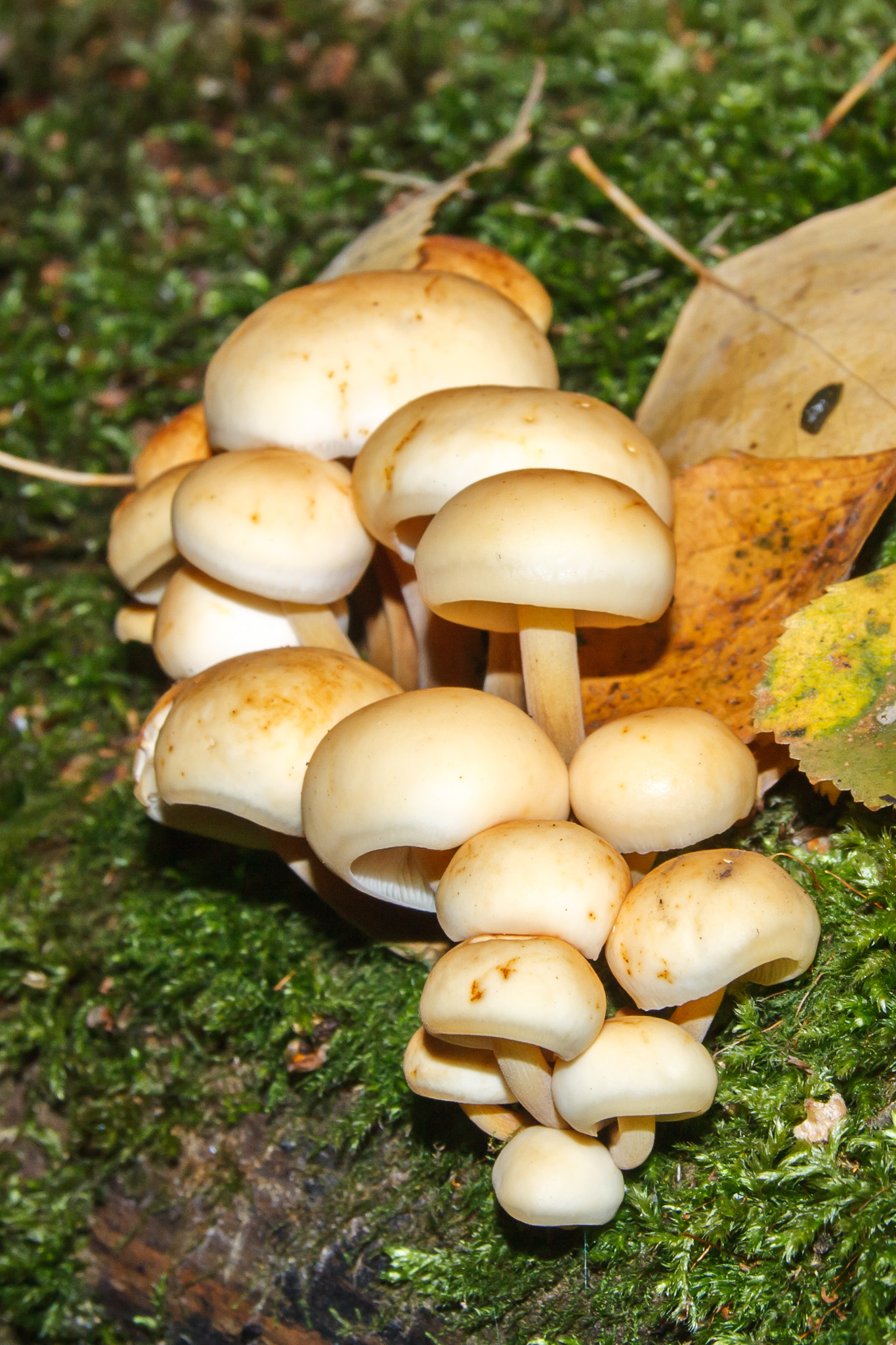
F. velutipes albuie
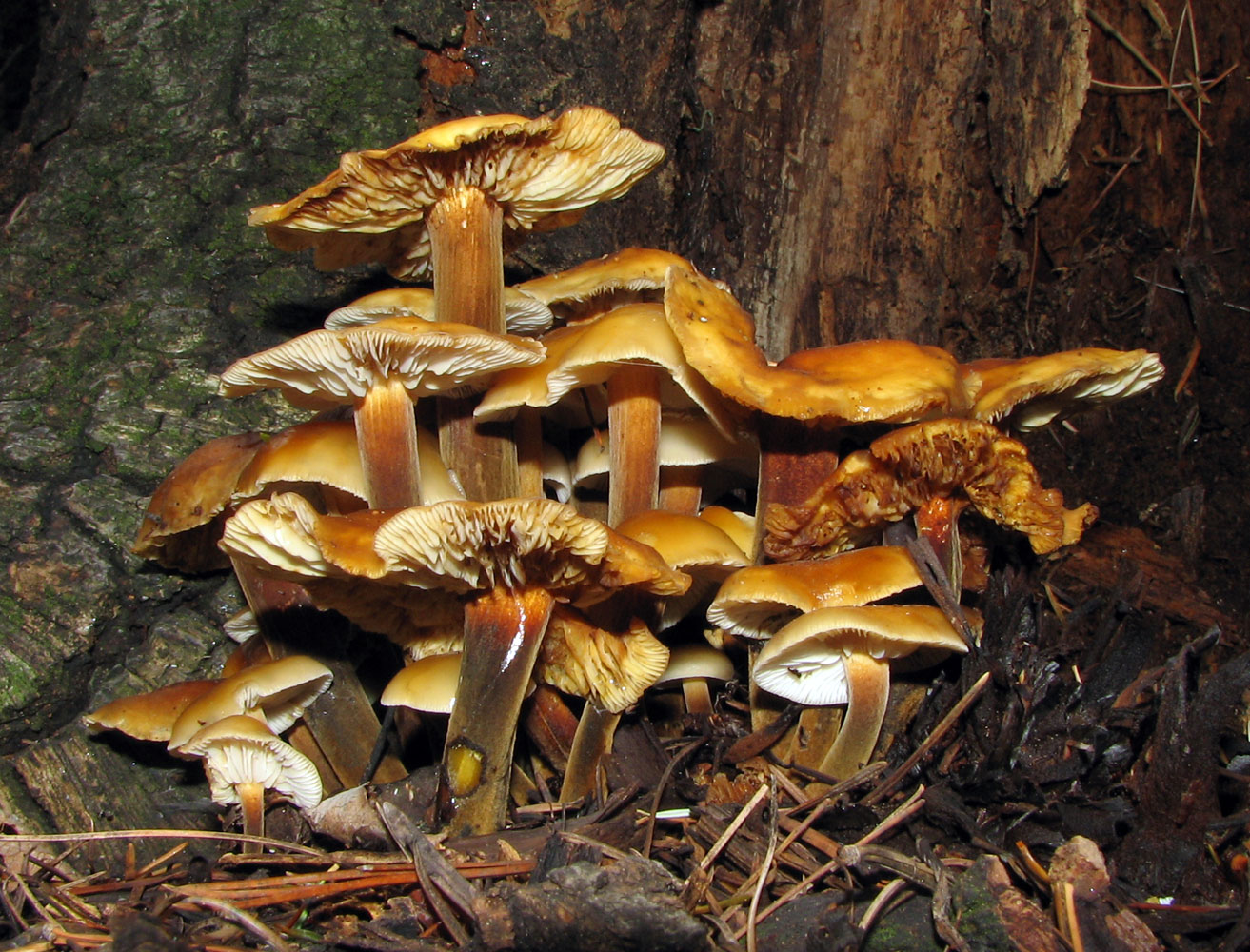
F. velutipes bătrâne
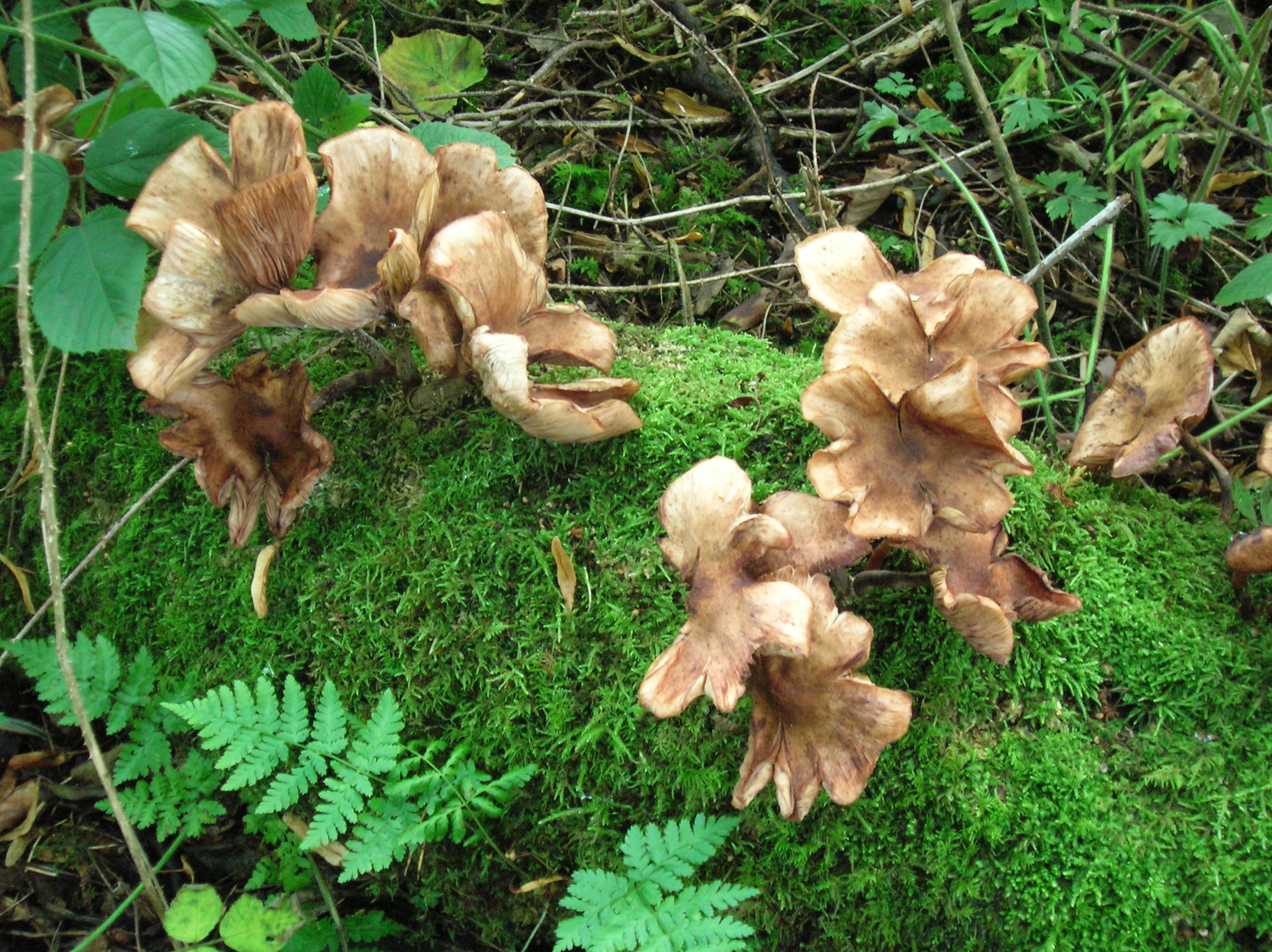
F. velutipes foarte bătrâne
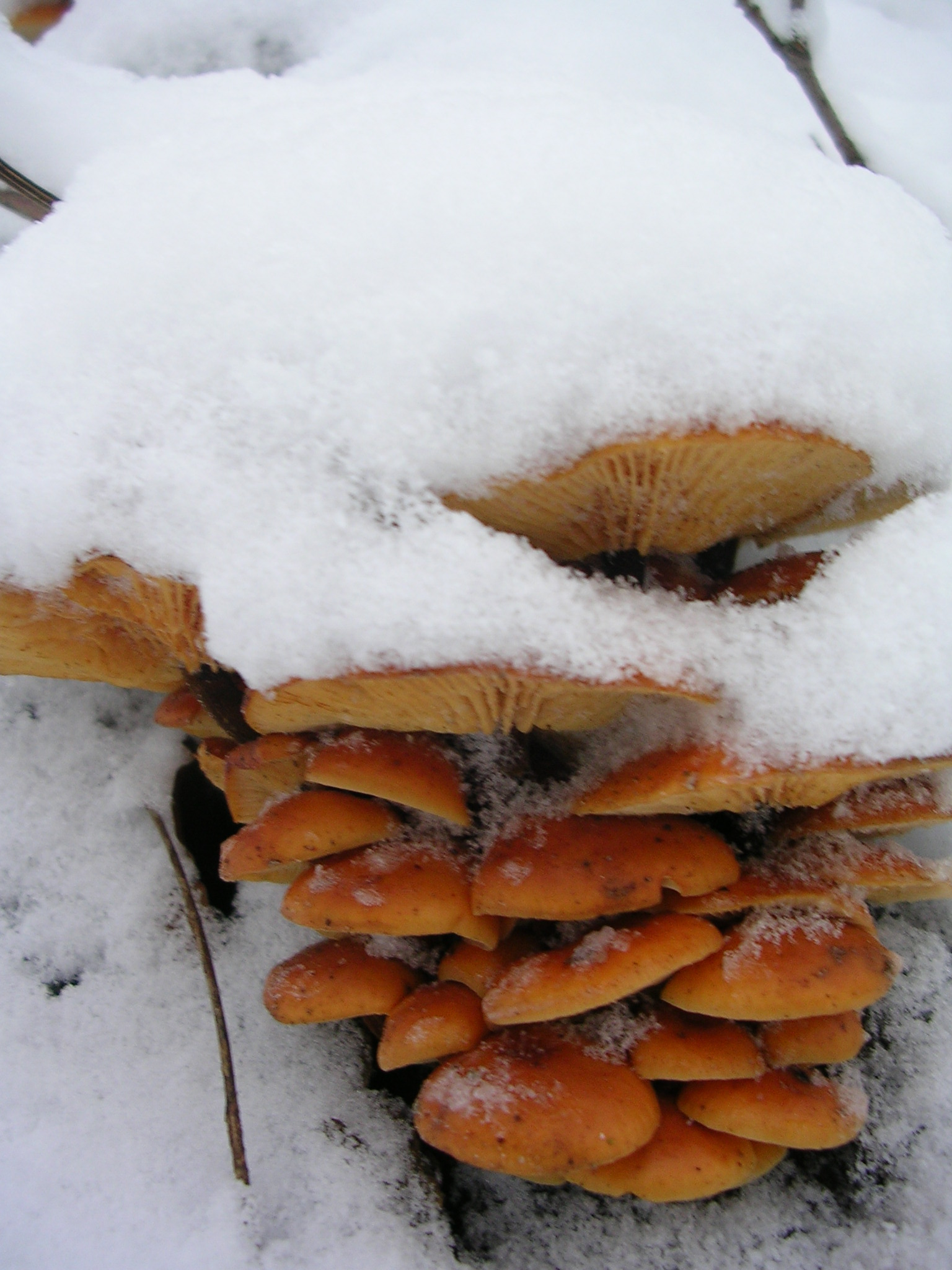
F. velutipes în iarnă

## Confuzii
În afară de iarna, ciuperca de miere poate fi confundată, cauzat variațiilor în culoare și aspect, cu mai multe specii asemănătoare.

### Confuzii cu ciuperci comestibile
Armillaria mellea, Armillaria tabescens, Flammula alnicola sin. Pholiota alnicola, Kuehneromyces mutabilis, Hypholoma capnoides, Kuehneromyces lignicola, sin, Pholiota vernalis, Pholiota lignicola (probabil comestibilă, dar poate fi confundată extrem de ușor cu letala Galerina marginata), Pholiota graminis sin. Flammula graminis (Quél.), Psathyrella candolleana, Psathyrella piluliformis;

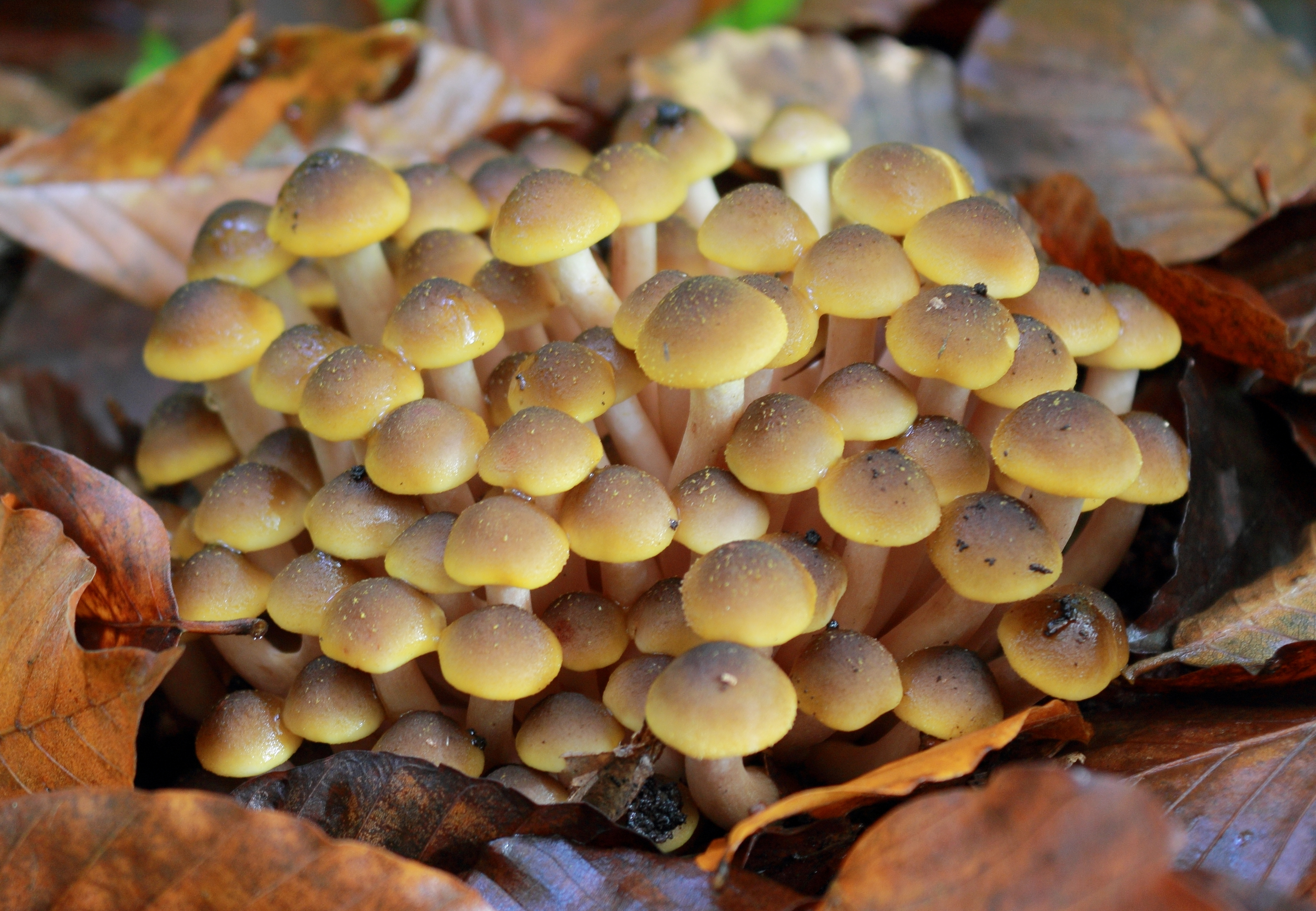
Armillaria mellea
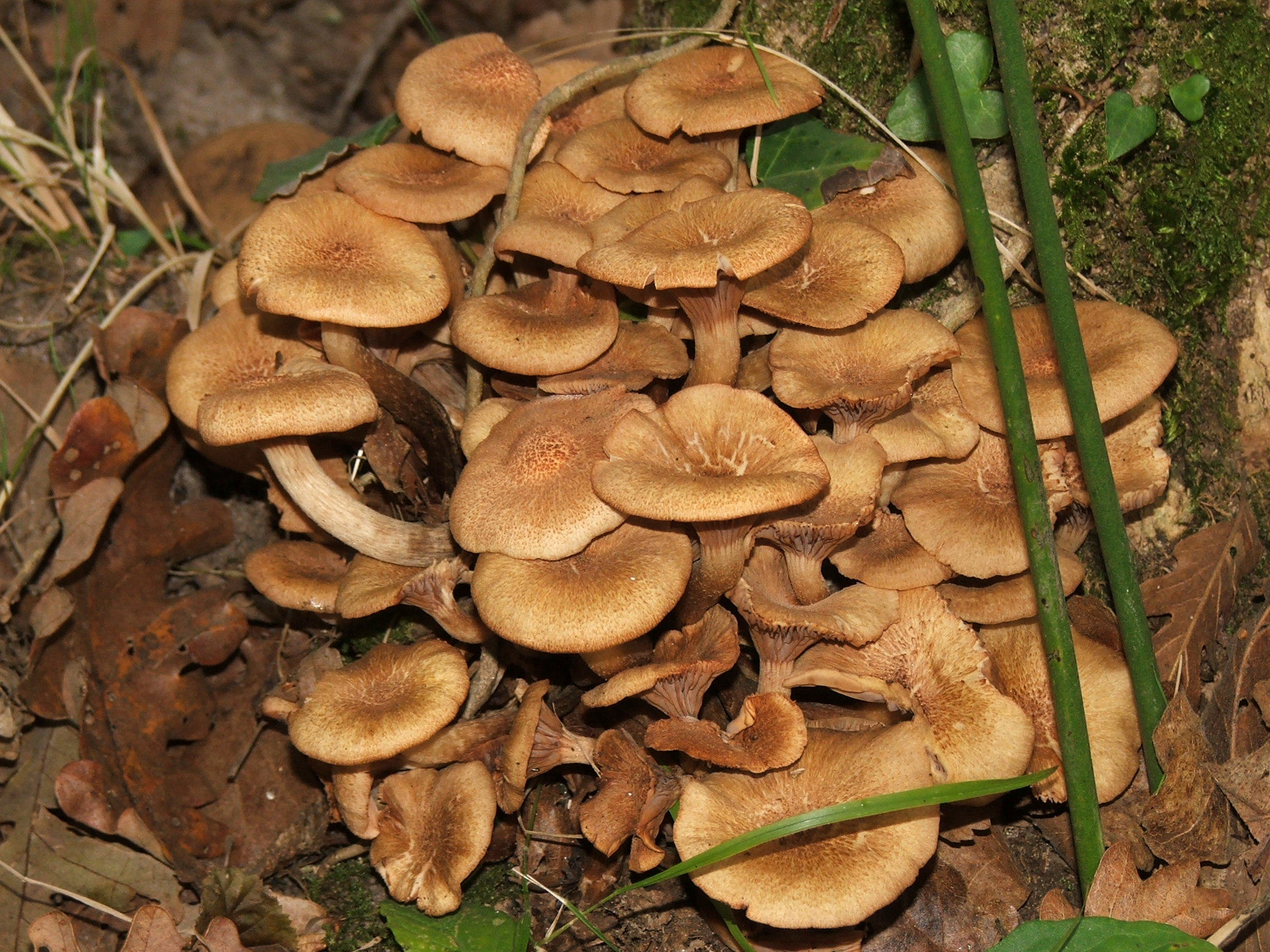
Armillaria tabescens
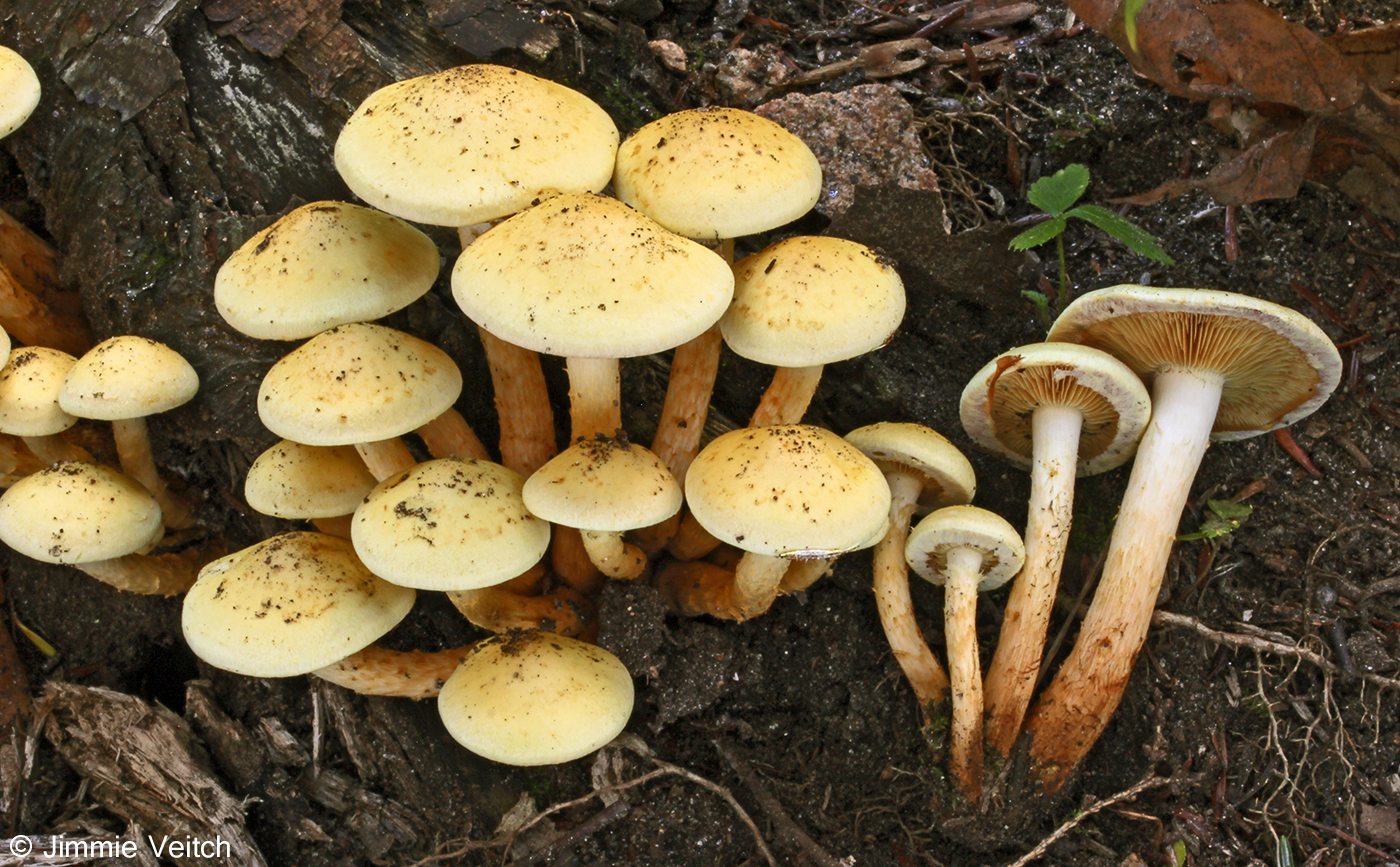
Flammula alnicola sin. Pholiota alnicola
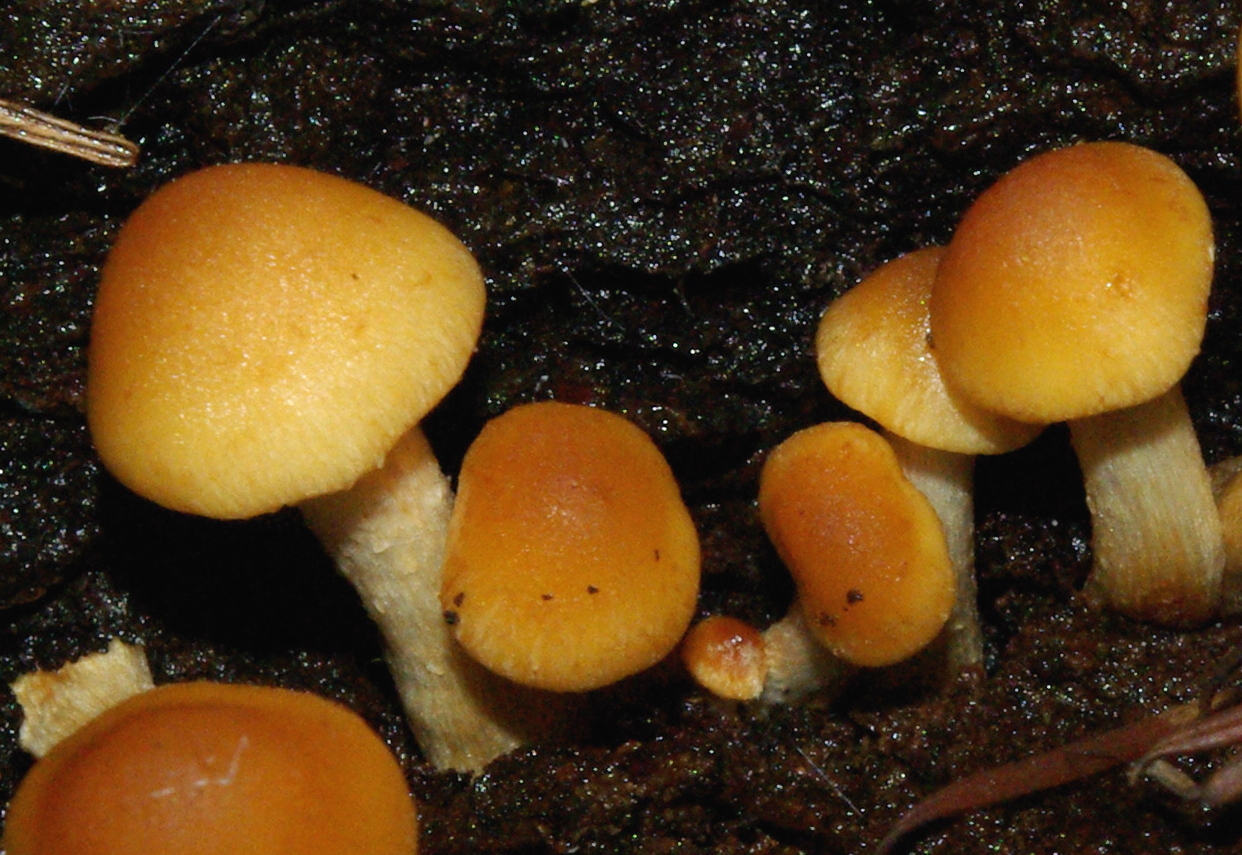
Hypholoma capnoides
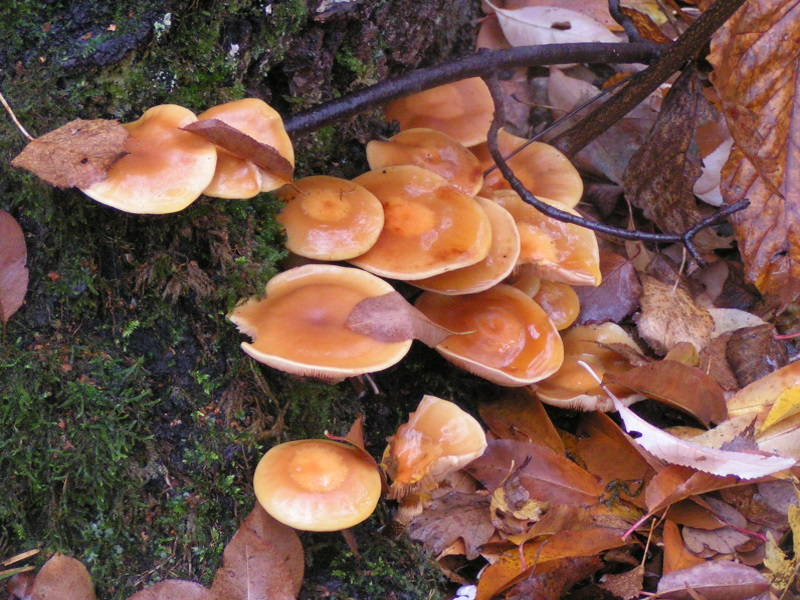
Kuehneromyces mutabilis
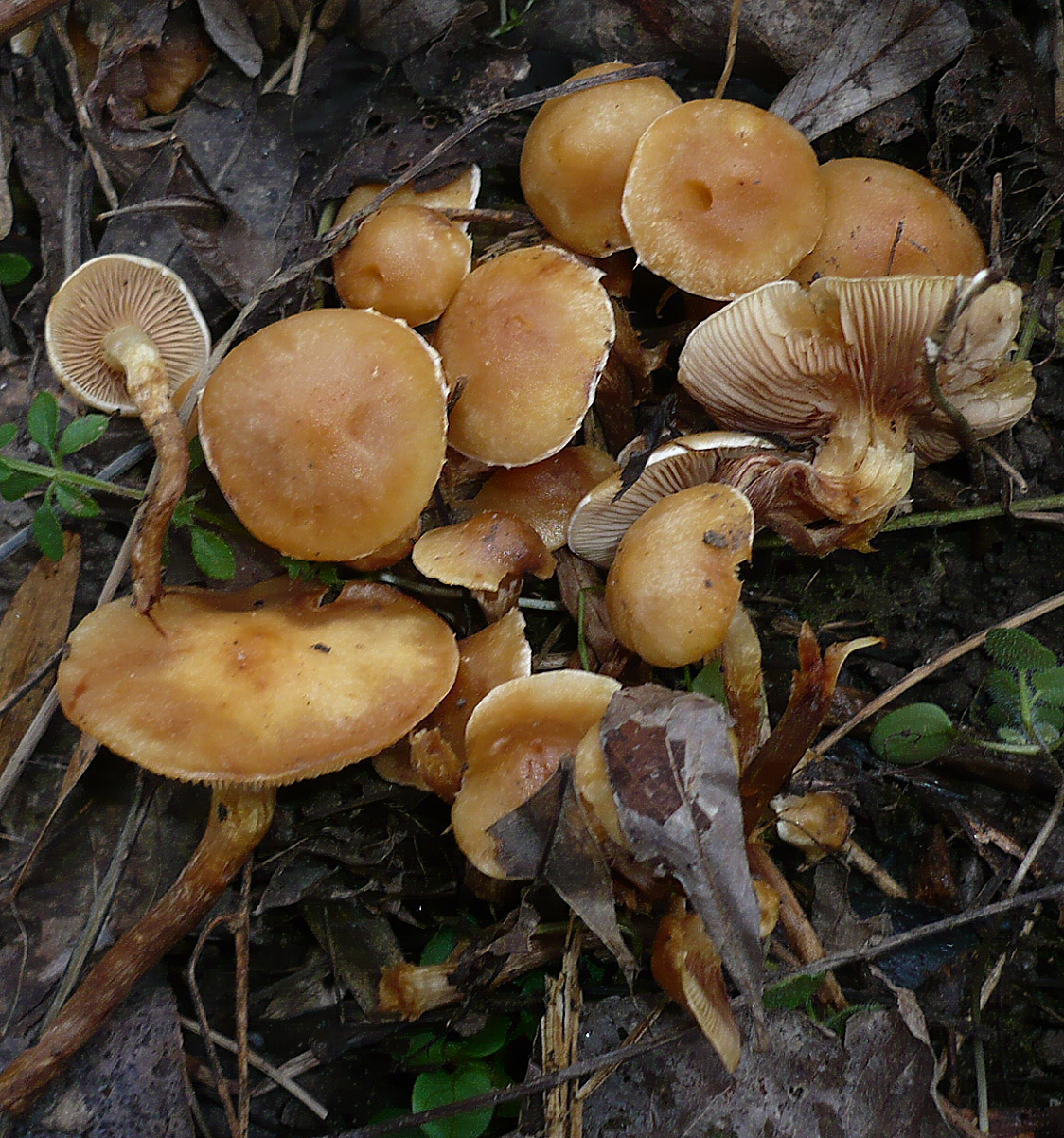
Pholiota graminis
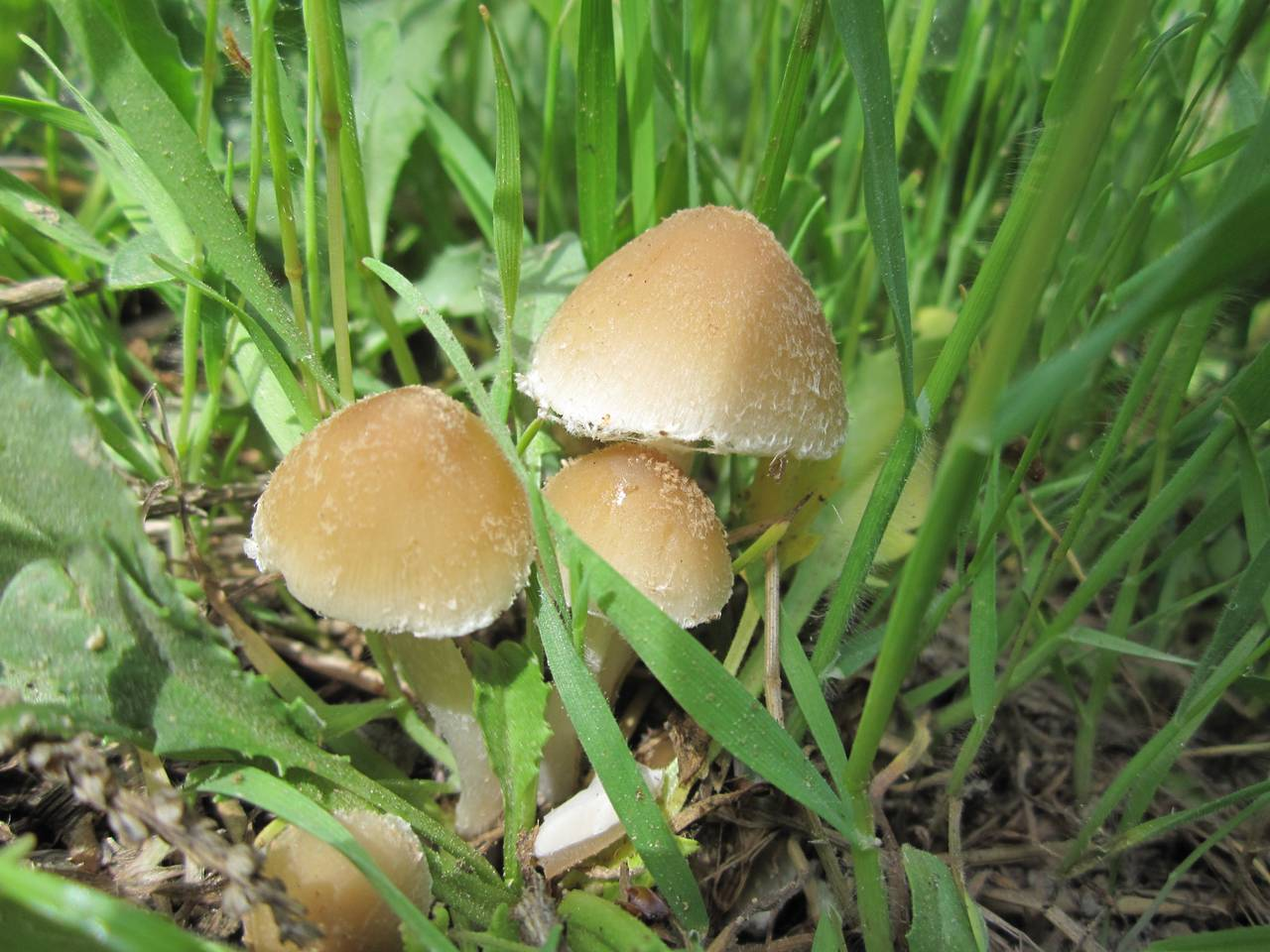
Psathyrella candolleana
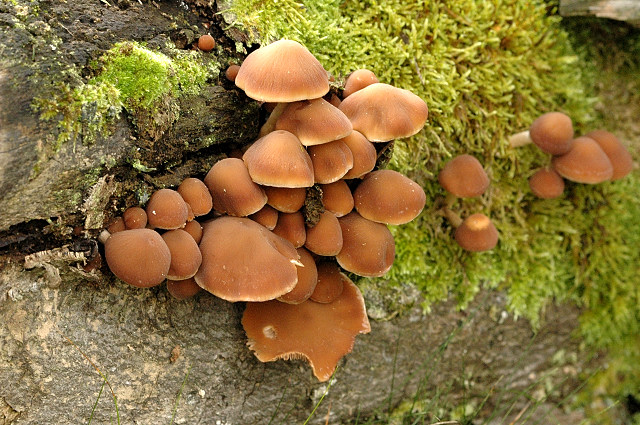
Psathyrella piluliformis

### Confuzii cu ciuperci necomestibile sau otrăvitoare
Galerina marginata (letală), Hypholoma fasciculare (amară și otrăvitoare), Hypholoma lateritium sin. Hypholoma sublateritium (otrăvitoare), Naematoloma sublateritium (amară și otrăvitoare), Hypholoma marginatum, (amară, necomestibilă) Pholiota lucifera (probabil otrăvitoare), Psatyrella fusca sin. Hypholoma appendiculatum (probabil otrăvitoare), Stropharia squamosa sin. Leratiomyces squamosus (necomestibilă);

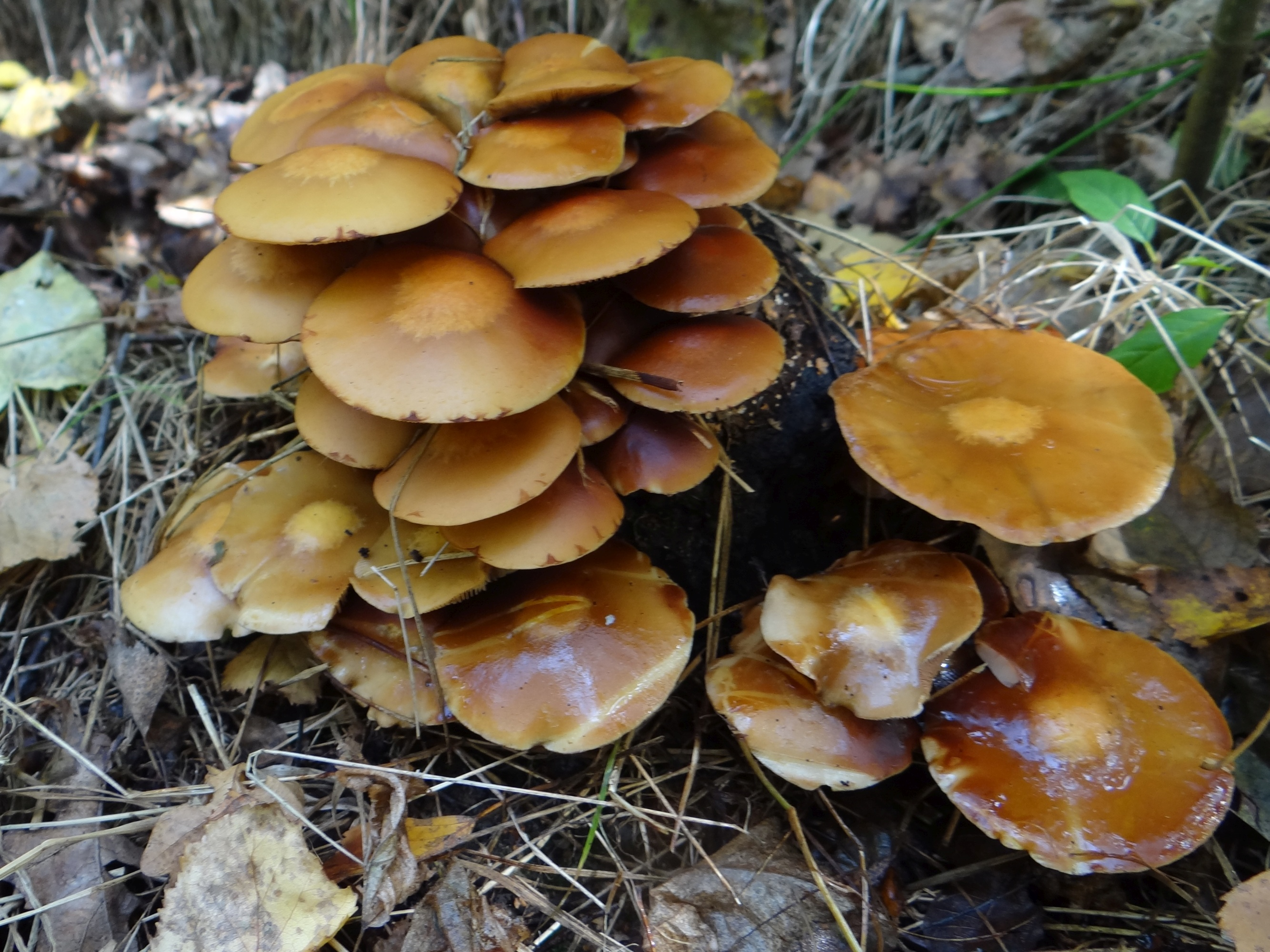
!!!Galerina marginata!!!
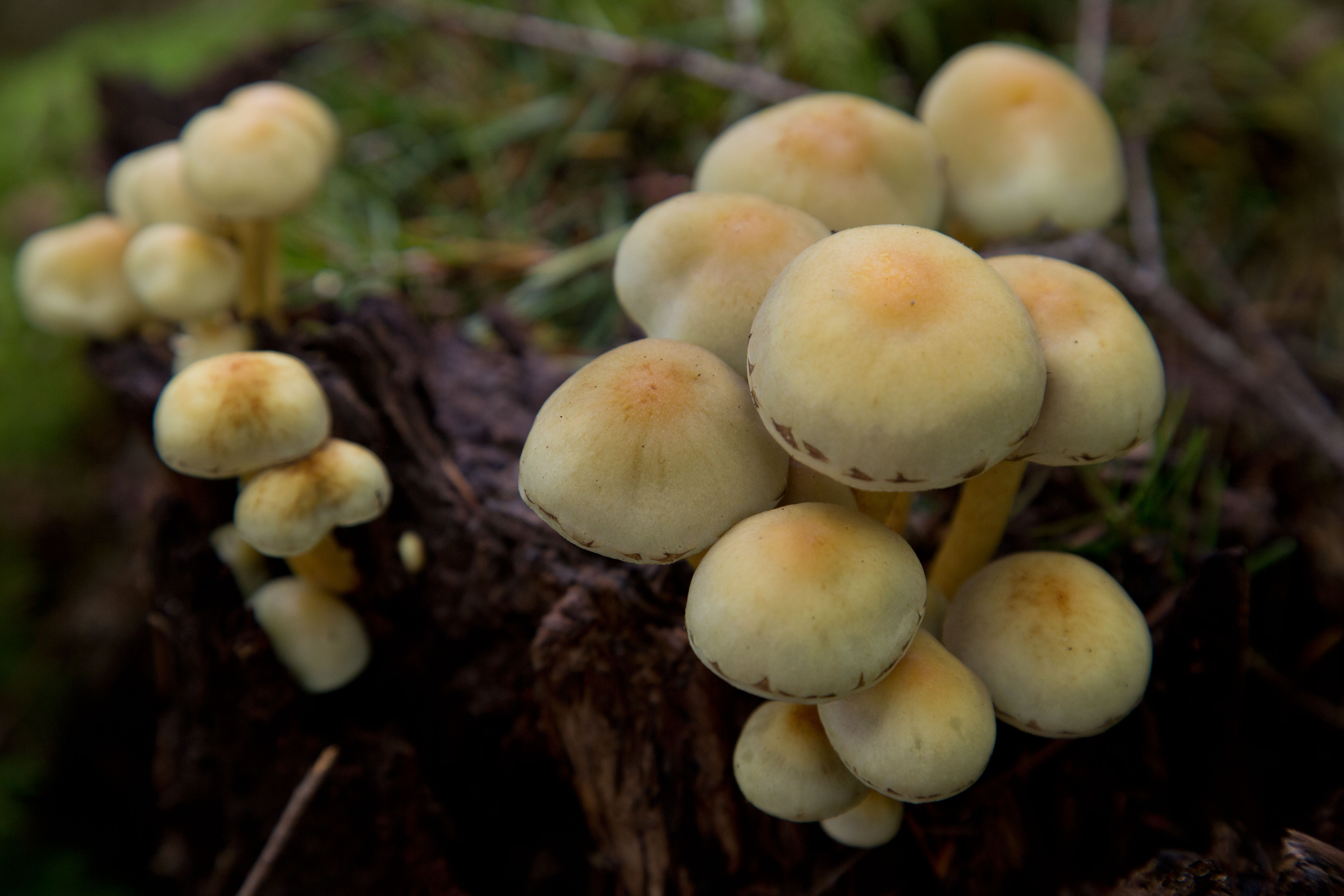
Hypholoma fasciculare
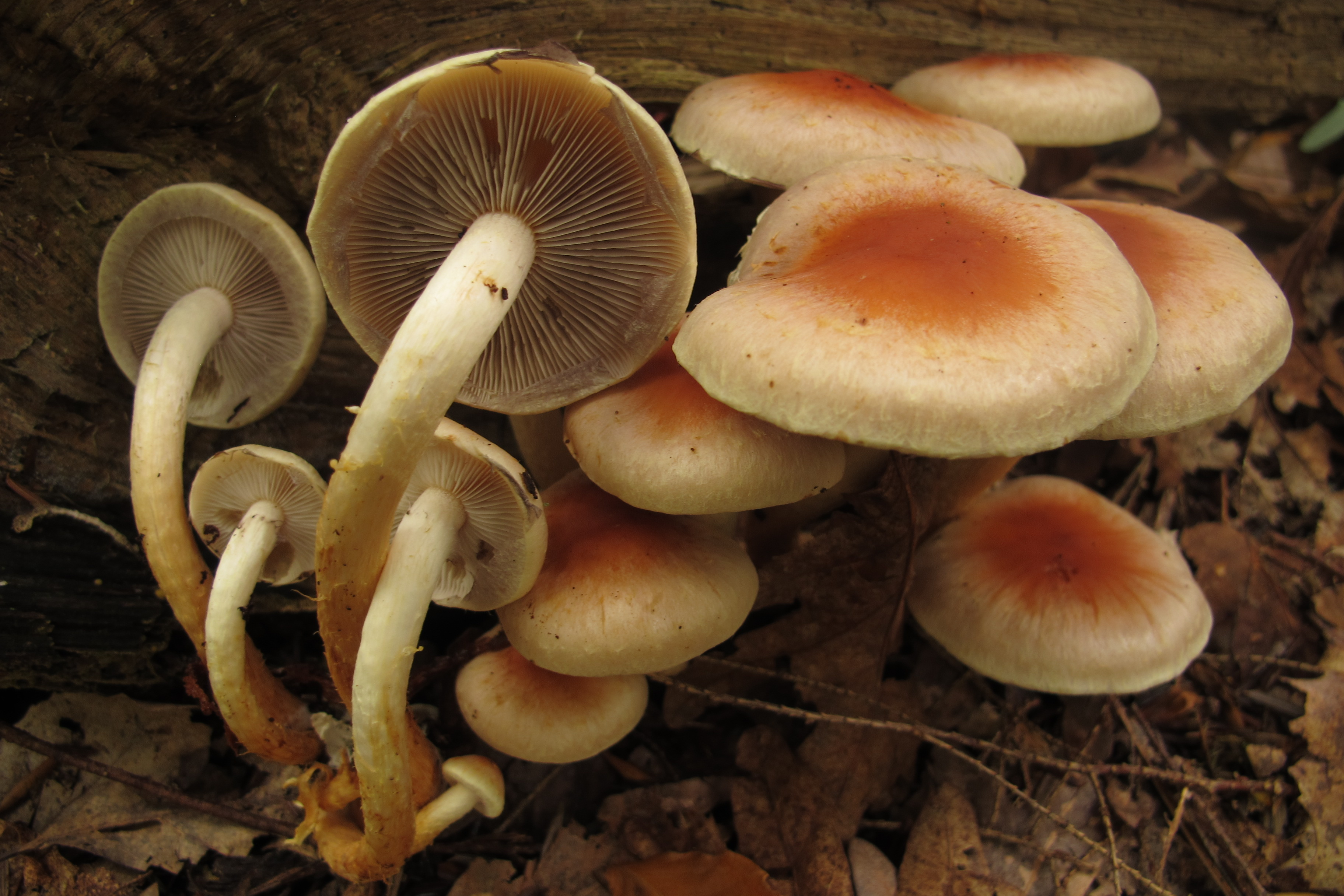
Hypholoma lateritium
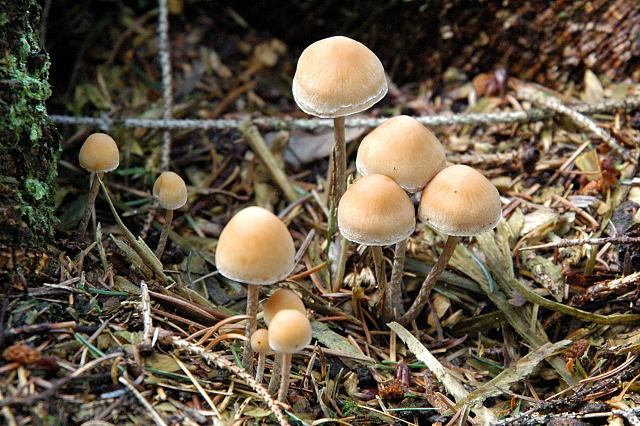
Hypholoma.marginatum
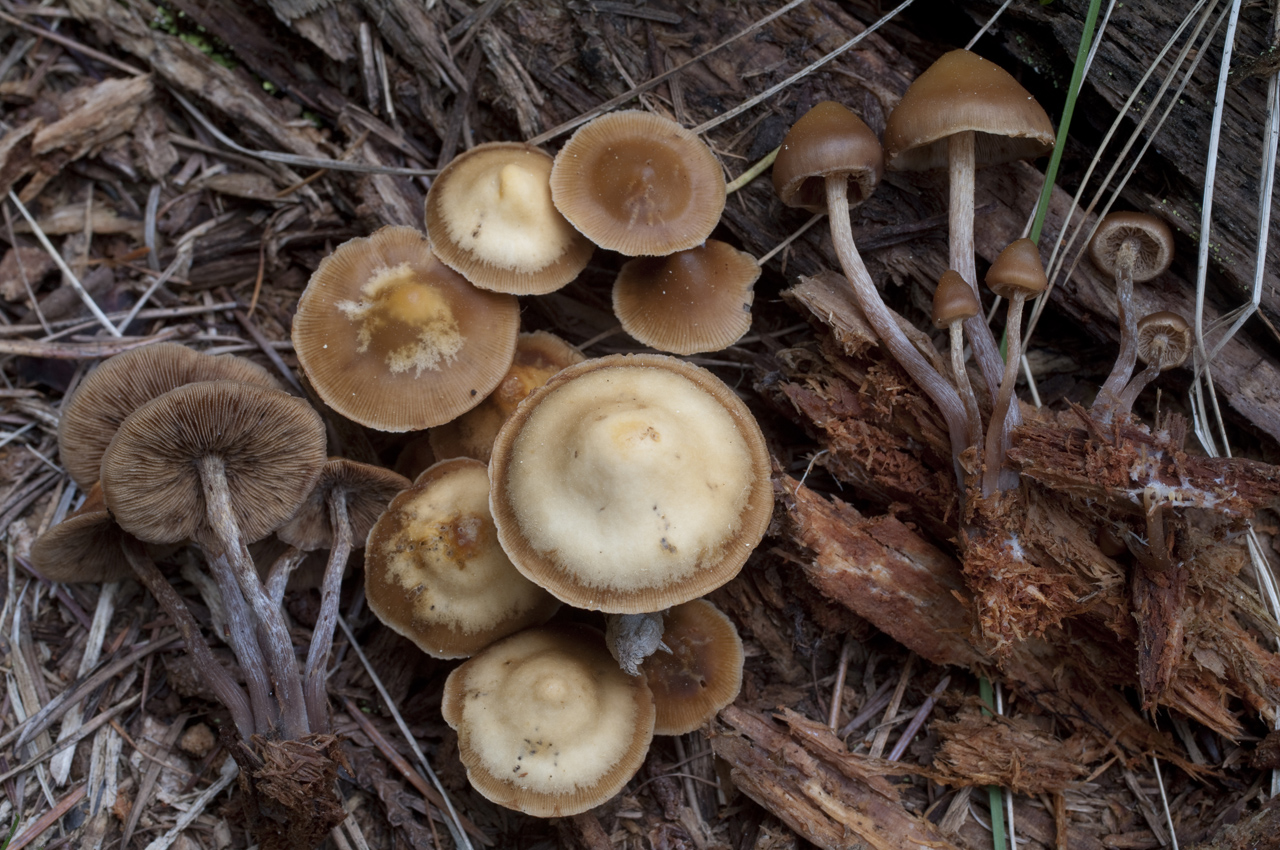
Kuehneromyces lignicola
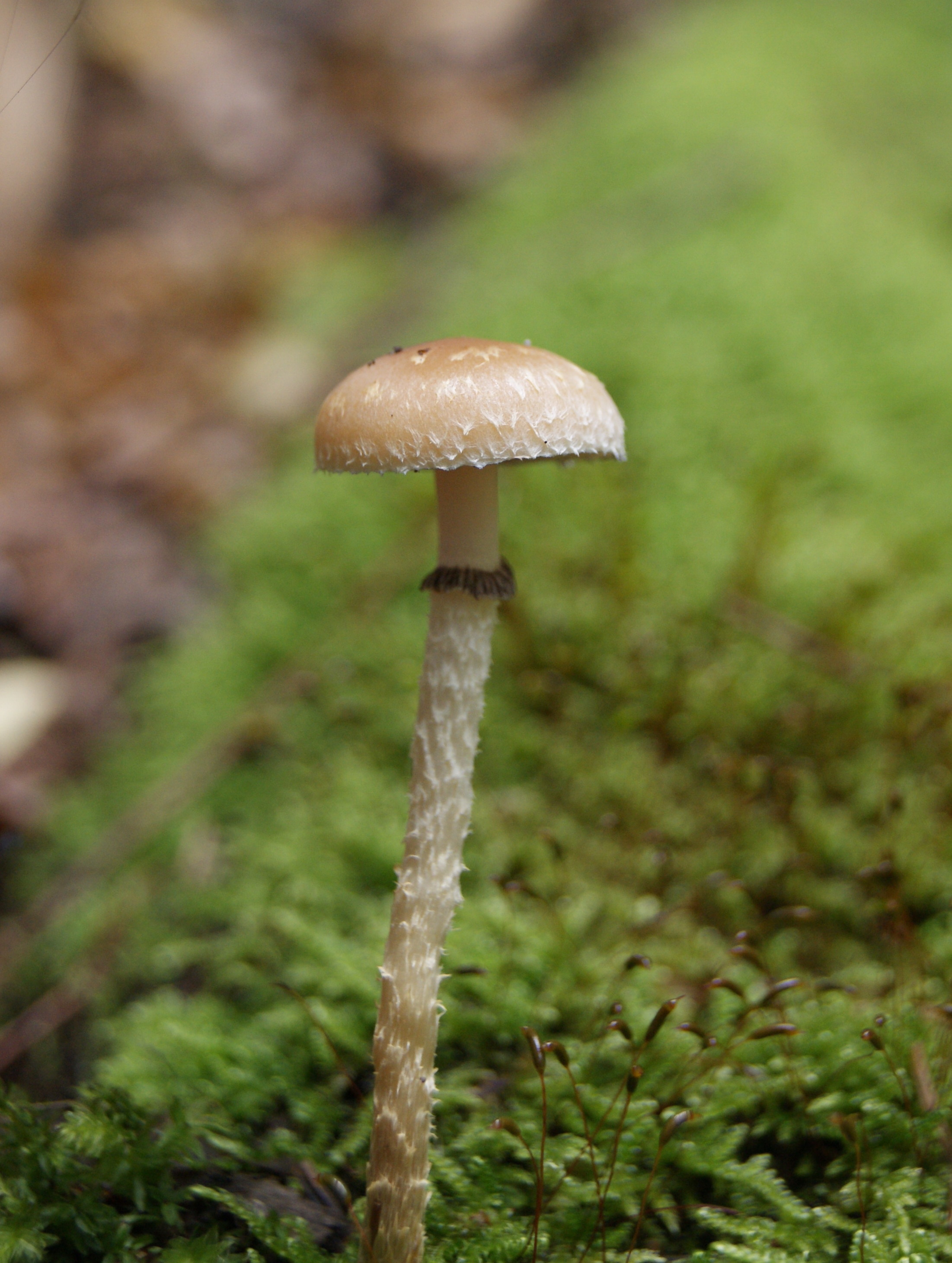
Stropharia squamosa

## Valorificare

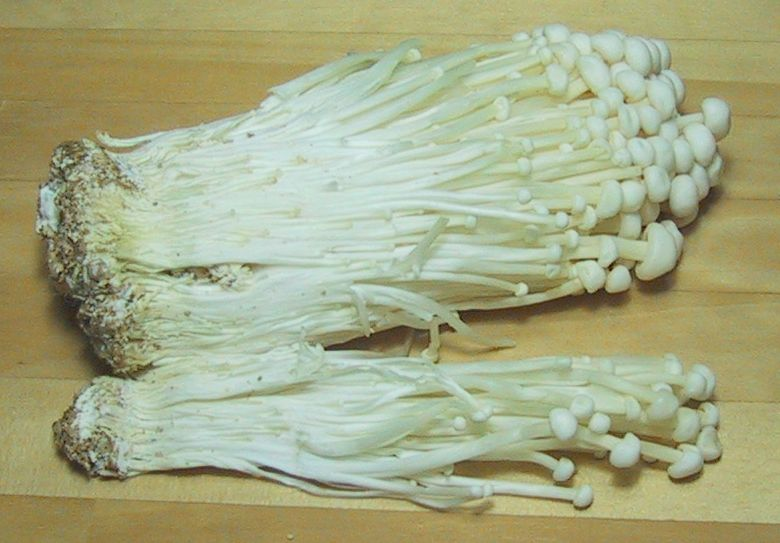
Enoki(take)

Bureții proaspeți sau chiar congelați prin natură pot fi pregătiți ca supă, ciulama, de asemenea împreună cu alte ciuperci de pădure sau adăugați la un sos de carne de vită sau vânat.[5][6] Gustoși sunt preparați (și în legătură cu alte ciuperci ca Duxelles (un fel de zacuscă). Piciorul dur nu se folosește. Uscarea nu se recomandă, pentru că ciupercile devin gomoase după înmuiere.

## Cultivare
Forma cultivată a ciupercii numită Enoki sau Enokitake (cu precădere in Japonia, de  unde și numele), diferă foarte mult de acea sălbatică. Ea este o ciuperca albicioasă, cu un picior foarte lung si pălărie relativ mică, motiv pentru care se mai numește ciupercă crin, iar aceste caracteristici se datorează modului său de cultivare în care este privat de lumină. Pe lângă gustul apreciat ar mai fi de precizat și faptul că importanța sa majoră nu se datorează gustului ci efectelor medicinale pe care le poartă această ciupercă, printre ele calități ca: antioxidant, anti-viral, anti-bacterian, antiinflamator, mai departe reglează sistemul imunitar. Se spune că buretele ar avea efecte foarte bune în lupta contra bolii Alzheimer.

## Bibiliografie
- H. Clémençon: „Pilze im Wandel der Jahreszeiten”, vol. 1 și 2, Editura Éditions Piantanida, Lausanne 1981
- Rose Marie și Sabine Maria Dähncke: „700 Pilze in Farbfotos”, Editura AT Verlag, Aarau - Stuttgart 1979 și 1980, ISBN 3-85502-0450
- Rose Marie și Sabine Maria Dähncke: „Pilze”, Editura Silva, Zürich 1986
- Fritz-Martin Engel, Fred Timber: „Pilze, kennen – sammeln – kochen”, Editura Südwest Verlag, 1969 München, p. 60-61
- Jean-Louis Lamaison & Jean-Marie Polese: „Der große Pilzatlas“, Editura Tandem Verlag GmbH, Potsdam 2012, ISBN 978-3-8427-0483-1
- J. E. și M. Lange: „BLV Bestimmungsbuch - Pilze”, Editura BLV Verlagsgesellschaft, München, Berna Viena 1977, ISBN 3-405-11568-2
- Hans E. Laux: „Der große Pilzführer, Editura Kosmos, Halberstadt 2001, ISBN 978-3-440-14530-2
- Till E. Lohmeyer & Ute Künkele: „Pilze – bestimmen und sammeln”, Editura Parragon Books Ltd., Bath 2014, ISBN 978-1-4454-8404-4
- Gustav Lindau, Eberhard Ulbrich: „Die höheren Pilze, Basidiomycetes, mit Ausschluss der Brand- und Rostpilze”, Editura  J. Springer, Berlin 1928
- Meinhard Michael Moser: „Röhrlinge und Blätterpilze - Kleine Kryptogamenflora Mitteleuropas”, ediția a 5-ea, vol. 2, Editura Gustav Fischer, Stuttgart 1983